# フランク・マンコビッチ
フランク・エドワード・マンコビッチ（Frank Edward Mankovitch, 1937年3月12日 - 2011年3月27日）は、アメリカ合衆国ペンシルベニア州出身のプロ野球選手（投手）。
日本プロ野球での登録名は「マニー」。

## 経歴

### プロ入りとオリオールズ傘下時代
1957年6月にボルチモア・オリオールズと契約。1、2年目は同球団傘下でのちのルーキーリーグに相当するクラスDで登板する。
1959年にはクラスCのアバディーン・フェザンツに属したが、先発出場にこだわったため逆に活用されなかった。

### カージナル傘下時代
1959年シーズン途中にセントルイス・カージナルス傘下に移籍し、クラスAに昇格する。
1960年はクラスAAのリトルロック・トラベラーズに属した。同じチームに属したニック・テスタとは、後に日本で再会することになる。
1961年10月からはノースカロライナ州のフォート・ブラッグ陸軍基地で兵役に就いたが、軍のチームに属して野球も続けていた。本人によれば、軍では7戦7勝、打撃でも活躍し、410フィート（約125メートル）のホームランを打ったこともあったという。

### オリオンズ時代
1962年（昭和37年）、大毎オリオンズに在籍していた捕手のニック・テスタの紹介で、近鉄バファローズに入団する話が持ち上がった。近鉄は前年末、実業家に転身するとして自ら去ったロン・ボトラに代わる外国人としてマンコビッチ獲得を決め、当時兵役中だったマンコビッチの除隊が済み次第、入団させる計画であった。一時はマンコビッチの前歴がAAどまりであることを知り、近鉄が逡巡する一幕もあったが、マンコビッチの球を受けたことがあるテスタが強力に推薦し、近鉄もマンコビッチの渡航を手配、シーズン開始から投げる、などと話が進んでいた。しかし、話はその後うやむやとなり、近鉄は別の外国人を獲得した。中止の理由としては、除隊手続きが実際には進んでいないことがわかり、もう待っていられないという判断があったためとも、AAという前歴で獲得意欲が薄れたためとも言われている。
結局、マンコビッチはテスタのいる大毎に入団することになり、7月13日に日本へ来た。除隊したばかりで練習していないから、という本人の希望で、採用は数日様子を見て決めることになったが、大毎首脳陣の印象はよく、監督の宇野光雄も19日時点で採用を決めていた。ところが所属球団変更で生じた手続き上の瑕疵により、そのままでは不法入国者となるおそれがあることが判明した。外国人選手はオールスター戦までに契約が済まなければその年は出場できないという規約もあり、厳しい日程であったが、球団が所管省に交渉し、7月26日に大毎との契約にこぎつけた。同日行われた入団発表の際に、登録名を「マニー」とすることが発表された。呼称に関しては、ファミリーネームのマンコビッチやその短縮形では日本語で下品な意味を連想させるとの配慮があったとされる。
規約上は7月28日の東映戦から出場する資格があったものの、この日は台風で試合が中止となり、7月31日の阪急戦が初登板となった。この日は4回から登板し、最初の打者レインズを三振に取って観衆から拍手が贈られた。しかし続く中田に本塁打を、太田にも二塁打を打たれ、この回2点を失った。その後は無失点におさえたが、毎回走者を出す不安定な投球で、マウンドではグラウンドに開いた穴をしきりに足で均そうとするなど、神経質な一面を見せた。8月4日の南海戦では南海に3点を先取された大毎が8回表に2点を取り、1点差に詰め寄った後の8回裏から登板したが、2点を取り返され、5-2で大毎は敗れた。2度の登板がいずれも不調に終わったことから、実力を疑う見方も出始め、宇野監督も起用を控えるようになった。
周囲の疑念にマンコビッチは「先発させてくれれば好投してみせる」と強気を崩さなかったが、先発での成績も芳しいものではなかった。8月12日の南海戦第1試合では先発で登板したが、大毎が得点する度に次の回で南海に打たれ、5回途中で降板した。やはり先発で登板した8月21日の近鉄戦では、プロ初打席の後藤忠弘を相手に制球に苦しみ、ボール先行からようやくフルカウントにしたところへ本塁打を打たれた。
入団時「10勝できる自信がある」と述べていたマンコビッチであったが、1勝も挙げられないままシーズンを終えた。10月には麻布に家を購入し、呼び寄せた妻子と一緒に暮らし始めたが、結局この年で退団することになる。

### 引退後
大毎を退団後の消息は不明だったが、1996年にアトランタオリンピックに便乗して事業を展開する経営者の一人として注目を集めた。ジョージア州でDT&Sエンタープライズという名のアパレルメーカーを経営していたマンコビッチは、1996年2月にアメリカ合衆国郵便公社と契約し、郵便公社が発行するオリンピック切手をあしらったTシャツを販売する独占権を得た。アメリカオリンピック委員会はこの契約がオリンピックのイメージを不正利用するものだとして問題視し、法的措置を取る方向だと表明した。結局オリンピック委員会からTシャツ販売の認可を得ていたヘインズから再ライセンスを受けることで妥協がはかられたが、再契約で商機を逸し、契約条件も悪化したため、会社は多額の損害を負った。
1997年には黒人初のメジャーリーガーと言われるジャッキー・ロビンソンのメジャーデビュー50周年記念Tシャツを売り出した。マンコビッチはオリンピックTシャツ問題への対応と並行してロビンソンの関係者と交渉を進め、Tシャツ発売を実現した。しかし、オリンピックTシャツの問題はその後も尾を引き、郵便公社との訴訟合戦になった挙句、1999年にDT&Sエンタープライズは投資家に強制破産を申し立てられ、倒産した。マンコビッチはこのほかにマンコ・エンタープライズという名の会社も立ち上げている。
2011年3月27日にジョージア州で74歳で死去していたことがアメリカ政府の Social Security Death Index より判明した。

## 詳細情報

### 年度別投手成績
| 年 度     | 球 団     | 登 板 | 先 発 | 完 投 | 完 封 | 無 四 球 | 勝 利 | 敗 戦 | セ 丨 ブ | ホ 丨 ル ド | 勝 率 | 打 者 | 投 球 回 | 被 安 打 | 被 本 塁 打 | 与 四 球 | 敬 遠 | 与 死 球 | 奪 三 振 | 暴 投 | ボ 丨 ク | 失 点 | 自 責 点 | 防 御 率 | W H I P |
| --------- | --------- | ----- | ----- | ----- | ----- | -------- | ----- | ----- | -------- | ----------- | ----- | ----- | -------- | -------- | ----------- | -------- | ----- | -------- | -------- | ----- | -------- | ----- | -------- | -------- | ------- |
| 1962      | 大毎      | 12    | 2     | 0     | 0     | 0        | 0     | 0     | --       | --          | ----  | 123   | 29.0     | 27       | 2           | 13       | 0     | 0        | 11       | 0     | 0        | 15    | 12       | 3.72     | 1.38    |
| 通算：1年 | 通算：1年 | 12    | 2     | 0     | 0     | 0        | 0     | 0     | --       | --          | ----  | 123   | 29.0     | 27       | 2           | 13       | 0     | 0        | 11       | 0     | 0        | 15    | 12       | 3.72     | 1.38    |

### 背番号
- 13 （1962年）[注 1]

### 登録名
- マニー （1962年）